# Clifford Brown
Pour les articles homonymes, voir Brown.
Clifford Benjamin Brown (ou de son surnom Brownie) est un trompettiste de jazz et compositeur américain né à Wilmington dans l’Etat de Delaware le 30 octobre 1930 et mort lors d'un accident de la route le 26 juin 1956.
S'il fut également un musicien du bebop, c'est surtout dans le courant du hard bop qu'il s'est illustré.

## Biographie

### Découverte de la trompette
Dernier des huit enfants de la famille Brown, et dont le père rêvait d'avoir un descendant artiste de jazz, Clifford n'a pourtant commencé à jouer vraiment de la musique qu'à partir de 14 ans. Son père lui offrit pour son anniversaire une trompette, qui attendait dans un écrin au fond d'un cagibi, mais qui attirait l'attention de l'adolescent depuis quelques années.
En 1944, Clifford Brown commence à suivre des cours auprès d'un trompettiste local très doué, Robert «Boysie» Lowery, ami de Dizzy Gillespie. À l'âge de quinze ans,  Clifford, devenu lycéen, approfondit auprès de Lowery ses connaissances musicales de façon intensive à la Howard High School, s'initiant même au piano, au vibraphone et à la contrebasse.

### Études
Entre l'automne 1947 et le printemps 1948 commence une série de jam sessions où tous les musiciens amateurs viennent se mesurer à Brownie. Durant l'année 1948, il rencontrera Miles Davis et Fats Navarro durant des déplacements à Philadelphie (Philly). Puis, lors de l'été 1949, le Gillespie Orchestra est annoncé à Wilmington. Il manque une trompette au big band, Benny Harris étant absent. Robert Lowery propose alors le nom de Clifford Brown pour le remplacer. Après cette soirée, Clifford décide de quitter le Delaware State College pour entrer au Maryland State College où les classes de musique sont très réputées.

### Premier groupe
Bien avant la rentrée, Clifford Brown monte son propre groupe :
- Au saxophone alto : John Joyner
- Au piano : Hasaan Ali
- A la batterie : William Armstrong
- A la contrebasse : Steve Davis

### Rencontres et premiers enregistrements
De concerts en jam sessions, Clifford Brown rencontre durant l'année 1949 de nombreuses personnalités du jazz, dont Jay Jay Johnson et Kenny Dorham. Il approchera Red Rodney, le trompettiste de Charlie Parker. En 1950, un premier accident de voiture l'immobilise pour un an et demi.
Une fois rétabli, en 1952, il enregistre pour la première fois pour le combo de Bud Powell en tant que pianiste et trompettiste du groupe. En 1953, il effectue un bref passage chez Jimmy Heath où il est remarqué par Tadd Dameron. Ce dernier lui demande d'enregistrer avec lui chez Prestige. C'est aussi à cette période que Brownie enregistre sous son nom pour la première fois sur le label Blue Note accompagné de Gigi Gryce, Charlie Rouse, Percy Heath et Art Blakey. Il accompagne aussi Dinah Washington dans quelques enregistrements.

### Tournée européenne
Durant l'année 1953, Lionel Hampton engage Clifford Brown pour une tournée européenne au sein de son grand orchestre. À Stockholm, le 13 ou 14 septembre, après un des concerts officiels du Big Band Hampton, Clifford participe à un premier enregistrement clandestin (le contrat des musiciens stipulait qu'ils n'avaient aucun droit d'enregistrement sans la présence et le consentement du chef d'orchestre) avec quelques-uns des musiciens d'Hampton (Quincy Jones, Gigi Gryce, Jimmy Cleveland, Art Farmer, George Wallington).  L'enregistrement se fait en compagnie de l'élite des musiciens scandinaves  (les saxophonistes Arne Domnérus, Lars Gullin, le pianiste Bengt Hallberg (en), le tromboniste Åke_Persson (en) et le contrebassiste Gunnar Johnson.
L'événement se reproduit à Paris avec certains membres du Quintette du Hot Club de France, après le concert de clôture du big band donné à l'École normale, dans la nuit du 27 au 28 septembre. Jimmy Cleveland et la quasi-totalité de l'orchestre de Lionel Hampton se retrouvent en compagnie des trompettistes Fernand Verstraete, Fred Gérard, des saxophonistes Henry Bernard, Henry Jouot, du contrebassiste Pierre Michelot et du pianiste Henri Renaud pour un nouvel enregistrement pirate publié sous l'étiquette Vogue. De retour à New York, Lionel et Gladys Hampton renvoient Clifford Brown de l'orchestre.
Engagé par Art Blakey au sein de ses Jazz Messengers en 1954, il participe entre autres à un enregistrement mémorable au Birdland, le 21 février 1954.

### L'époque Max Roach
Six semaines après sa rencontre avec Max Roach, Clifford Brown forme le fameux quintet dont font aussi partie Teddy Edwards puis Harold Land et enfin Sonny Rollins aux saxophones, Carl Perkins puis Richie Powell (frère de Bud Powell) au piano, et George Bledsoe puis George Morrow à la basse. Leur collaboration débute par un concert au Tiffany_Club (en) d'Hollywood, à moins que ce ne soit au Pasadena Civic Auditorium de Los Angeles.
Parallèlement aux premiers enregistrements du quintet, il participe à deux séances  en compagnie de West-coasters de renom : Zoot Sims, Bob Gordon, Russ Freeman, Shelly Manne, Herb Geller, Kenny Drew, Walter Benton, puis à quelques jam sessions  ...
En fin 1954, il accompagne Sarah Vaughan "S.V. sings" et Helen Merrill "Helen Merrill with Quincy Jones". 
Ses derniers enregistrements en studio se font le 22 mars 1956 avec Sonny Rollins, pour l'album Sonny Rollins Plus 4. Suivent deux enregistrements "live" avec Max Roach, et une ultime jam session en compagnie de musiciens locaux après une brillante jam session au "Music City Club", à Philadelphie, le 25 juin 1956.
La même nuit, Brown et Richie Powell prennent la Pennsylvania Turnpike pour rejoindre Chicago dans une voiture conduite par Nancy, la femme de Richie. Sous la pluie battante, celle-ci perd le contrôle du véhicule et sort de la route. Aucun des trois occupants ne survécut à l'accident.
Il est évoqué dans le 187e des 480 souvenirs cités par Georges Perec,  dans son livre Je me souviens : « Je me souviens que le trompettiste Clifford Brown est mort à vingt ans dans un accident de voiture. »
C'est à lui qu'est dédié I remember Clifford de Benny Golson.

## Son jeu
Clifford Brown était apprécié pour son jeu lyrique, fait de longues phrases mélodieuses et d'une virtuosité extrême. On peut rapprocher son jeu de celui de Fats Navarro. Il est aussi pianiste et connait l'harmonie sur le bout des doigts.
Il a inspiré de nombreux disciples, comme Freddie Hubbard, Lee Morgan ou Wynton Marsalis. Il ne reste malheureusement que peu de traces de ses nombreuses représentations (concerts, jams, studios...), Clifford Brown étant tellement modeste qu'il a cherché tout au long de sa courte carrière à se faire oublier.
C'était un accompagnateur toujours à l'écoute, et un soliste qui ne perdait jamais ses moyens et se mettait régulièrement en "difficulté" (sur le fil du rasoir), s'en sortant toujours avec brio. On peut très certainement le compter parmi les piliers du Jazz (au sens de la construction et de l'évolution).

## Discographie
- New Star On The Horizon                     (Blue Note 1953)
- Clifford Brown Quartet                      (Blue Note 1954)
- The Complete Blue Note and Pacific Jazz Recordings of Clifford Brown (5 LPs) (Mosaic Records 1953 - 1954)[1]
- Helen Merrill with Clifford Brown       (Emarcy 1954)
- Clifford Brown & Max Roach                  (Emarcy 1954)
- Brown And Roach Incorporated                (Emarcy 1954)
- Clifford Brown (& M.Roach) : Caravan        (Mercury 1954)
- Clifford Brown With Strings                 (Emarcy 1955)
- Study In Brown                              (Emarcy 1955)
- The Clifford Brown Ensemble                 (Pacific Jazz 1955)
- Clifford Brown All-Stars                    (Emarcy 1956)
- Clifford Brown Memorial Album               (Blue Note 1956)
- Clifford Brown & Max Roach At Basin Street  (Emarcy 1956)
- Sonny Rollins Plus Four                     (Prestige 1956)
- Pure Genius 1956 recording                  (Elektra 1982)
- Clifford Brown - The beginning and the end  (Columbia - Sony Music Entertainment - 1994)
- Clifford Brown - Live at the Bee Hive       (Lonehilljazz - 2004)
- Clifford Brown - joy spring                 (Harmonia Mundi 2006)